# Magyarország kisvasútjai (filmsorozat)
A Magyarország kisvasútjai 1971-ben készült fekete-fehér, 5 részes magyar dokumentumfilm-sorozat, amely a Hegyközi, pálházai, kapuvári, kecskeméti, lillafüredi, szilvásváradi és szegedi kisvasutakat mutatja be.
A film legnagyobb értéke, hogy a bemutatott hét kisvasútból háromnak már a nyoma is alig lelhető fel, a forgatás pedig kevesebb mint 10 évvel a megszűnésük előtt történt, tehát az utolsó pillanatban örökítették meg ezeknek a kisvasutak a teljes üzemét. (A még működő kisvasutak közül a lillafüredinek láthatjuk néhány már megszűnt vonalszakaszát, illetve bepillantást nyerhetünk az azóta szintén megszűnt teherforgalmi üzemébe.)
Az első 4 rész a kisvasutak bemutatása mellett a kisvasutak mentén lévő nevezetességek, a települések épületei, valamint az ott élő emberek hagyományait mutatja be (hasonlóan mint a későbbi Másfélmillió lépés Magyarországon című sorozatban), az 5. rész (amely végül 1 év késéssel, önálló filmként került adásba a sorozat főcíme nélkül) a kisvasút megszűnése kapcsán az ott élő emberek sorsát mutatja be, illetve a parasztság erőszakos felszámolásáról beszélnek benne.

## Epizódok
| Epizódszám | Cím                   | Bemutatott kisvasút                                      | Első sugárzás     |
| ---------- | --------------------- | -------------------------------------------------------- | ----------------- |
| 1.         | A hegyközi vasút      | Hegyközi Kisvasút Pálházi Állami Erdei Vasút             | 1972. február 19. |
| 2.         | A hanyi vonat         | Kapuvári Gazdasági Vasút                                 | 1972. február 26. |
| 3.         | A bugaci vasút        | Kecskeméti kisvasút                                      | 1972. március 4.  |
| 4.         | Vasút a Bükkben       | Lillafüredi Állami Erdei Vasút Szilvásváradi Erdei Vasút | 1972. március 18. |
| 5.         | A szegedi madzagvasút | Szegedi Kisvasút                                         | 1973. április 23. |

## Stáb
- Rendező: Rácz Gábor, Korompai Márton, Rockenbauer Pál, Kárpáti György, Winkler György
- Író: Lázár István, Korompai Márton, Rockenbauer Pál, Kárpáti György, Varga Domonkos, Mocsár Gábor, Winkler György
- Zenei szerkesztő: Herczeg László
- Operatőr: Szabados Tamás, Császár Béla, Becsy Zoltán, Zentay László, Gulyás János, Jeles András
- Vágó: Besztercei Vera, Törköly Zsuzsa, Spannberger Éva, Soós Árpád, Törköly Anna
- Trükkrajz: Mészáros Béla
- Hangmérnök: Kovács Gábor
- Fővilágosító: Mester Imre, Lugossy Gábor
- Gyártásvezető: Péterfay Attila, Rácz Gábor
- Szerkesztő: Rockenbauer Pál
- Szakértők: Dr. Vaszkó Ákos, Kóczián Andrásné, Széchényi Károly, Tóth Gyula
- Riporter: Rockenbauer Pál, Rácz Gábor, Mocsár Gábor
- Narrátor: Bozai József